# バチカンの行政区画
バチカンの行政区画（バチカンのぎょうせいくかく）では、国家内では最小国家であるバチカン市国の行政区画について述べる。
バチカン市国の面積は1km2にも満たないため、まず本土を分けた行政区画は存在しない。だが周辺がイタリアに囲まれており、1929年にイタリアと結んだラテラノ条約によりイタリア領内に治外法権地域等をもっている。

## バチカンが治外法権をもつ地域
- ラテラノ大聖堂
- サンタ・マリア・マッジョーレ大聖堂
- サン・パオロ・フオーリ・レ・ムーラ大聖堂
- ラテラノ宮殿、教皇庁立ラテラノ大学（英語版）の建物およびこれに隣接する建物
- 聖カリストゥス宮殿（英語版）
- ジャニコロの丘にある大学2校、病院1院
- 尚書院宮（英語版）
- 布教宮（英語版）
- 聖務聖省宮殿（英語版）
- 東方典礼省（英語版）
- バチカン放送送信所

この他にもある。詳しくはProperties of the Holy Seeを参照。